# Joey Didulica
Joseph "Joey" Anthony Didulica (Geelong, Australia, 14 de octubre de 1977) es un futbolista australiano aunque de ascendencia y nacionalizado croata, se desempeñó como guardameta y actualmente está retirado.

## Clubes
| Club                   | País         | Año       |
| ---------------------- | ------------ | --------- |
| North Geelong Warriors | Australia    | 1995-1996 |
| Melbourne Knights FC   | Australia    | 1996-1999 |
| AFC Ajax               | Países Bajos | 1999-2001 |
| Germinal Beerschot     | Bélgica      | 2001      |
| AFC Ajax               | Países Bajos | 2001-2003 |
| Austria Viena          | Austria      | 2003-2006 |
| AZ Alkmaar             | Países Bajos | 2006-2011 |

## Palmarés

### Títulos locales
| Título                        | Club          | País         | Año     |
| ----------------------------- | ------------- | ------------ | ------- |
| Eredivisie                    | AFC Ajax      | Países Bajos | 2001-02 |
| Copa de los Países Bajos      | AFC Ajax      | Países Bajos | 2001-02 |
| Copa de Austria               | Austria Viena | Austria      | 2004-05 |
| Bundesliga austríaca          | Austria Viena | Austria      | 2005-06 |
| Copa de Austria               | Austria Viena | Austria      | 2005-06 |
| Eredivisie                    | Az Alkmaar    | Países Bajos | 2008-09 |
| Supercopa de los Países Bajos | Az Alkmaar    | Países Bajos | 2009    |